# Sebastes ovalis
Sebastes ovalis és una espècie de peix pertanyent a la família dels sebàstids i a l'ordre dels escorpeniformes.

## Descripció
Els adults poden assolir 56 cm de llargària màxima i 950 g de pes. 13 espines i 13-16 radis tous a l'única aleta dorsal. 3 espines i 7-8 radis tous a l'anal. 27 vèrtebres. 7 radis branquiòstegs. Línia lateral contínua. Absència d'aleta adiposa. 17-19 radis tous a les aletes pectorals i 5 a les pelvianes. El cos és de color marró clar amb taques de color marró fosc o negre i un clapejat indefinit al dors i els flancs. Extrems de les mandíbules i membranes de les aletes inferiors ennegrits. Peritoneu fosc. Aleta anal amb una forta inclinació posterior. Perfil convex entre els ulls.

## Reproducció
És de reproducció interna, vivípar i amb larves planctòniques.

## Alimentació
El seu nivell tròfic és de 3,11.

## Hàbitat i distribució geogràfica
És un peix marí, demersal (fins als 365 m de fondària, normalment entre 75 i 150) i de clima subtropical (38°N-30°N, 124°W-115°W), el qual viu al Pacífic oriental: les àrees rocalloses des de San Francisco a Califòrnia (tot i que esdevé rar al nord de Santa Bàrbara) fins al nord de Baixa Califòrnia (Mèxic), incloent-hi el corrent de Califòrnia.

## Observacions
És inofensiu per als humans, el seu índex de vulnerabilitat és d'alt a molt alt (70 de 100) i la seua longevitat és de 37 anys.